# آلکوسر د پلانس
آلکوسر د پلانس (به اسپانیایی: Alcosser de Planes) دهستانی در استان آلیکانتهٔ اسپانیا است.
در این دهستان ۱۹۴ نفر زندگی می‌کنند. مساحت این دهستان ۴٫۷۵ کیلومتر مربع است.